# Santo Afonso
Santo Afonso es un municipio brasilero del estado de Mato Grosso. Se localiza a una latitud 14º29'51" sur y a una longitud 57º00'07" oeste, estando a una altitud de 400 metros. Su población estimada en 2004 era de 2.378 habitantes.
Posee un área de 1172,87 km².